# Martin Ødegaard
Martin Ødegaard (Drammen, 17 december 1998) is een Noors voetballer die doorgaans als offensieve middenvelder speelt. Ødegaard debuteerde in 2013 in het Noors voetbalelftal. In augustus 2021 maakte hij de overstap naar Arsenal.

## Clubcarrière

### Strømsgodset
Ødegaard debuteerde op vijftienjarige leeftijd in het eerste team van Strømsgodset IF in de Tippeligaen, waarmee hij de jongste speler ooit werd in de Noorse competitie. Op 13 april 2014 mocht hij na 72 minuten invallen voor de Hongaar Péter Kovács, in een competitieduel tegen Aalesunds FK. Hij was op dat moment 15 jaar en 118 dagen. Op 16 mei 2014 scoorde hij zijn eerste doelpunt als prof, tegen Sarpsborg 08 FF, waarmee hij ook de jongste doelpuntenmaker werd in de Noorse competitie. 
Op 16 juli maakte hij zijn internationale debuut in de kwalificatiewedstrijd voor de Champions League tegen FCSB. Die maand roepte de Noorse pers al serieus op om de 15-jarige op te roepen voor het Noors voetbalelftal. Onder meer John Arne Riise, recordinternational voor Noorwegen, riep op voor het debuut van Ödegaard voor Noorwegen. Bondscoach Nils Johan Semb noemde hem 'een van de beste vijftienjarigen in Europa', maar wilde Ødegaard niet overhaast oproepen.
Op 15 augustus startte Ødegaard als rechtsbuiten en was hij goed voor alle assists in een 3-2 overwinning op IK Start. Op 19 oktober scoorde hij tegen Lillestrøm SK voor het eerst twee goals in één wedstrijd. Strømsgodset eindigde als vierde en kwalificeerde zich voor de Europa League, terwijl Ødegaard goed was voor vijf goals en zeven assists in 23 competitiewedstrijden.

### Real Madrid
Op 21 januari 2015 maakte Real Madrid bekend dat het een overeenkomst had met Strømsgodset IF over een overname van Ødegaard. Een dag later tekende hij een zesjarig contract bij de Spaanse club. Real betaalde circa drieënhalf miljoen euro voor hem, waarbij Strømsgodset nog tot circa 3,6 miljoen euro extra in het vooruitzicht gesteld kreeg aan eventuele bonussen.
Ødegaard debuteerde op zaterdag 23 mei 2015 in het eerste team van Real Madrid, tijdens de laatste competitiewedstrijd van het seizoen 2014/15. Op die dag verving hij tijdens een met 7–3 gewonnen wedstrijd thuis tegen Getafe CF in de 58ste minuut Cristiano Ronaldo. Op een leeftijd van zestien jaar en 157 dagen werd hij daarmee de jongste debutant in de geschiedenis van Real Madrid. Dat record was daarvoor in handen van Alberto Rivera, die in 1995 zeventien jaar en 114 dagen oud was tijdens zijn debuut. Toch speelde hij de eerste twee jaar voornamelijk voor Real Madrid Castilla, dat uitkwam in de Segunda División B, het derde niveau van Spanje. Daar kwam hij tot 62 wedstrijden, vijf goals en acht assists.

### SC Heerenveen
Real Madrid verhuurde Ødegaard op 10 januari 2017 voor anderhalf jaar aan sc Heerenveen. Ødegaard debuteerde vier dagen na zijn komst voor de Friezen, in een 2-0 overwinning op ADO Den Haag. In zijn eerste maanden pendelde hij tussen bank en basis, maar groeide uit tot een van de smaakmakers van Heerenveen. Op 18 november scoorde hij tegen FC Twente zijn eerste doelpunt voor de club. In totaal speelde Ødegaard 43 wedstrijden voor SC Heerenveen, waarin hij goed was voor drie goals en vijf assists.

### Vitesse
Op 21 augustus 2018 kondigde Vitesse aan dat Ødegaard op huurbasis zou aansluiten voor het seizoen 2018/19. Ødegaard debuteerde voor Vitesse op 26 augustus 2018 in een met 0–0 gelijkgespeelde uitwedstrijd tegen AZ. Zijn eerste doelpunt voor Vitesse maakte hij in een bekerwedstrijd uit tegen Heracles Almelo op 31 oktober 2018. Ødegaard maakte de 0–1 in de met 0–2 gewonnen wedstrijd. Onder trainer Leonid Sloetski groeide Ødegaard uit tot basisspeler. Op 20 april 2019 was hij goed voor een hattrick aan assists in een 4-1 overwinning op PEC Zwolle. Drie hoekschoppen werden allemaal binnengekopt door ploeggenoot Bryan Linssen. Hij eindigde met elf goals en dertien assists in 39 wedstrijden en eindigde met Vitesse als vijfde. Na het seizoen werd hij door de supporters verkozen tot Vitesse-speler van het jaar. De sportredactie van Omroep Gelderland riep Ødegaard uit tot Gelders voetballer van het jaar. Diverse clubs toonden interesse voor de diensten van de middenvelder, waaronder Ajax en Bayer 04 Leverkusen. 

### Real Sociedad
Real Madrid verhuurde Ødegaard in juli 2019 voor een jaar aan Real Sociedad. Hier maakte hij op 17 augustus zijn debuut tegen Valencia. Een week later was hij met zijn eerste treffer voor Real Sociedad goed voor de enige goal tegen RCD Mallorca. In september 2019 werd hij uitgeroepen tot Speler van de Maand September in La Liga. Op 6 februari 2020 was hij tegen zijn broodwinnaar Real Madrid trefzeker in de kwartfinale van de Copa del Rey. Hij was goed voor de openingstreffer en won uiteindelijk met 3-4 van de Madrilenen. In die competitie bereikte Real Sociedad de finale, maar door de uitbraak van de coronapandemie werd deze finale uitgesteld naar een jaar later, waardoor Ødegaard niet meer kon meedoen. In de competitie eindigde Real Sociedad als zesde en Ødegaard was goed voor zeven goals en negen assists in alle competities. Vervolgens speelde hij een halfjaar bij Real Madrid, maar daar was hij voornamelijk invaller.

### Arsenal
In de winter van 2021 werd Ødegaard opnieuw verhuurd, ditmaal voor een half jaar aan Arsenal. Op 30 januari maakte hij tegen Manchester United zijn debuut voor de club. Op 11 maart scoorde Ødegaard met een afstandsschot zijn eerste doelpunt voor Arsenal in een 3-1 overwinning op Olympiakos Piraeus in de Europa League. Drie dagen later scoorde hij in de derby tegen aartsrivaal Tottenham Hotspur zijn eerste Premier League-doelpunt in een 2-1 overwinning. 
Na twintig wedstrijden op huurbasis gespeeld te hebben voor de Londense club keerde hij in de zomer van 2021 terug naar Madrid. Op 20 augustus 2021 maakte hij opnieuw de overstap naar Noord-Londen en verliet Real Madrid na zeven jaar definitief. Ødegaard tekende een vijfjarig contract bij Arsenal, dat naar verluidt 40 miljoen euro voor de Noor betaalde. In zijn eerste volledige seizoen bij Arsenal kwam hij tot zeven goals en vijf assists in veertig wedstrijden, terwijl Arsenal eindigde als vijfde. Ødegaard eindigde het seizoen als aanvoerder, doordat eerste captain Alexandre Lacazette naar de bank verhuisde. 
Na het vertrek van Lacazette en Pierre-Emerick Aubameyang werd Ødegaard in de zomer van 2022 verkozen tot nieuwe aanvoerder van Arsenal. Hij eindigde de eerste winterstop, die eerder begon door het WK 2022 middenin het seizoen werd gespeeld, als nummer één van de competitie met vijf punten verschil door een 2-0 overwinning op Wolverhampton Wanderers, waarin Ødegaard goed was voor beide goals. Op Tweede Kerstdag, de eerste wedstrijd na het WK, was hij goed voor twee assists in een 3-1 overwinning op West Ham United. Vervolgens won hij de prijs voor Premier League Speler van de Maand van November/December, waarmee hij de eerste Arsenal-speler in drie jaar werd die de prijs won. Op 15 januari 2023 was Ødegaard met een goal belangrijk in de eerste PL-uitoverwinning op rivaal Tottenham Hotspur in negen jaar. Aan het einde van het seizoen werd Ødegaard tot Arsenal's Speler van het Jaar en werd hij opgenomen in het PFA Team of the Year. Hij was goed voor vijftien goals en zeven assists in de Premier League. 
Ødegaard won zijn eerste prijs met Arsenal door op 6 augustus de Community Shield te winnen van Manchester City. Op 20 september scoorde Ødegaard tegen PSV (4-0) zijn eerste doelpunt in de Champions League namens Arsenal. Twee dagen later verlengde hij zijn contract tot de zomer van 2028. Voor het tweede seizoen op rij eindigde Arsenal als tweede in de Premier League achter City, terwijl Ødegaard goed was voor elf goals en elf assists in alle competities. 

## Clubstatistieken

### Beloften
| Seizoen         | Club                 | Competitie         | Competitie | Competitie | Competitie |
| Seizoen         | Club                 | Competitie         | Wed.       | Dlp.       | Ass.       |
| --------------- | -------------------- | ------------------ | ---------- | ---------- | ---------- |
| 2014/15         | Real Madrid Castilla | Segunda División B | 11         | 1          | 1          |
| 2015/16         | Real Madrid Castilla | Segunda División B | 38         | 1          | 7          |
| 2016/17         | Real Madrid Castilla | Segunda División B | 13         | 3          | 0          |
| Beloften totaal | Beloften totaal      | Beloften totaal    | 62         | 5          | 8          |

### Senioren
| Seizoen         | Club            | Competitie       | Competitie | Competitie | Competitie | Beker | Beker | Beker | Internationaal | Internationaal | Internationaal | Totaal | Totaal | Totaal |
| Seizoen         | Club            | Competitie       | Wed.       | Dlp.       | Ass.       | Wed.  | Dlp.  | Ass.  | Wed.           | Dlp.           | Ass.           | Wed.   | Dlp.   | Ass.   |
| --------------- | --------------- | ---------------- | ---------- | ---------- | ---------- | ----- | ----- | ----- | -------------- | -------------- | -------------- | ------ | ------ | ------ |
| 2014            | Strømsgodset    | Tippeligaen      | 23         | 5          | 6          | 1     | 0     | 0     | 1              | 0              | 0              | 25     | 5      | 6      |
| 2014/15         | Real Madrid     | Primera División | 1          | 0          | 0          | 0     | 0     | 0     | —              | —              | —              | 1      | 0      | 0      |
| 2015/16         | Real Madrid     | Primera División | 0          | 0          | 0          | 0     | 0     | 0     | —              | —              | —              | 0      | 0      | 0      |
| 2016/17         | Real Madrid     | Primera División | 0          | 0          | 0          | 1     | 0     | 0     | —              | —              | —              | 1      | 0      | 0      |
| 2016/17         | → sc Heerenveen | Eredivisie       | 16         | 1          | 3          | 1     | 0     | 0     | —              | —              | —              | 17     | 1      | 3      |
| 2017/18         | → sc Heerenveen | Eredivisie       | 24         | 2          | 1          | 2     | 0     | 1     | —              | —              | —              | 26     | 2      | 2      |
| 2018/19         | → Vitesse       | Eredivisie       | 35         | 9          | 12         | 4     | 2     | 0     | —              | —              | —              | 39     | 11     | 12     |
| 2019/20         | → Real Sociedad | Primera División | 31         | 4          | 6          | 5     | 3     | 3     | —              | —              | —              | 36     | 7      | 9      |
| 2020/21         | Real Madrid     | Primera División | 7          | 0          | 0          | 0     | 0     | 0     | 2              | 0              | 0              | 9      | 0      | 0      |
| 2020/21         | → Arsenal       | Premier League   | 14         | 1          | 2          | 0     | 0     | 0     | 6              | 1              | 0              | 20     | 2      | 2      |
| 2021/22         | Arsenal         | Premier League   | 36         | 7          | 4          | 4     | 0     | 1     | —              | —              | —              | 40     | 7      | 5      |
| 2022/23         | Arsenal         | Premier League   | 37         | 15         | 8          | 1     | 0     | 0     | 7              | 0              | 0              | 45     | 15     | 8      |
| 2023/24         | Arsenal         | Premier League   | 35         | 8          | 10         | 4     | 1     | 0     | 9              | 2              | 1              | 48     | 11     | 11     |
| 2024/25         | Arsenal         | Premier League   | 16         | 2          | 3          | 4     | 0     | 2     | 5              | 1              | 1              | 25     | 3      | 6      |
| Senioren totaal | Senioren totaal | Senioren totaal  | 275        | 54         | 55         | 27    | 6     | 7     | 30             | 4              | 2              | 332    | 64     | 64     |

## Interlandcarrière

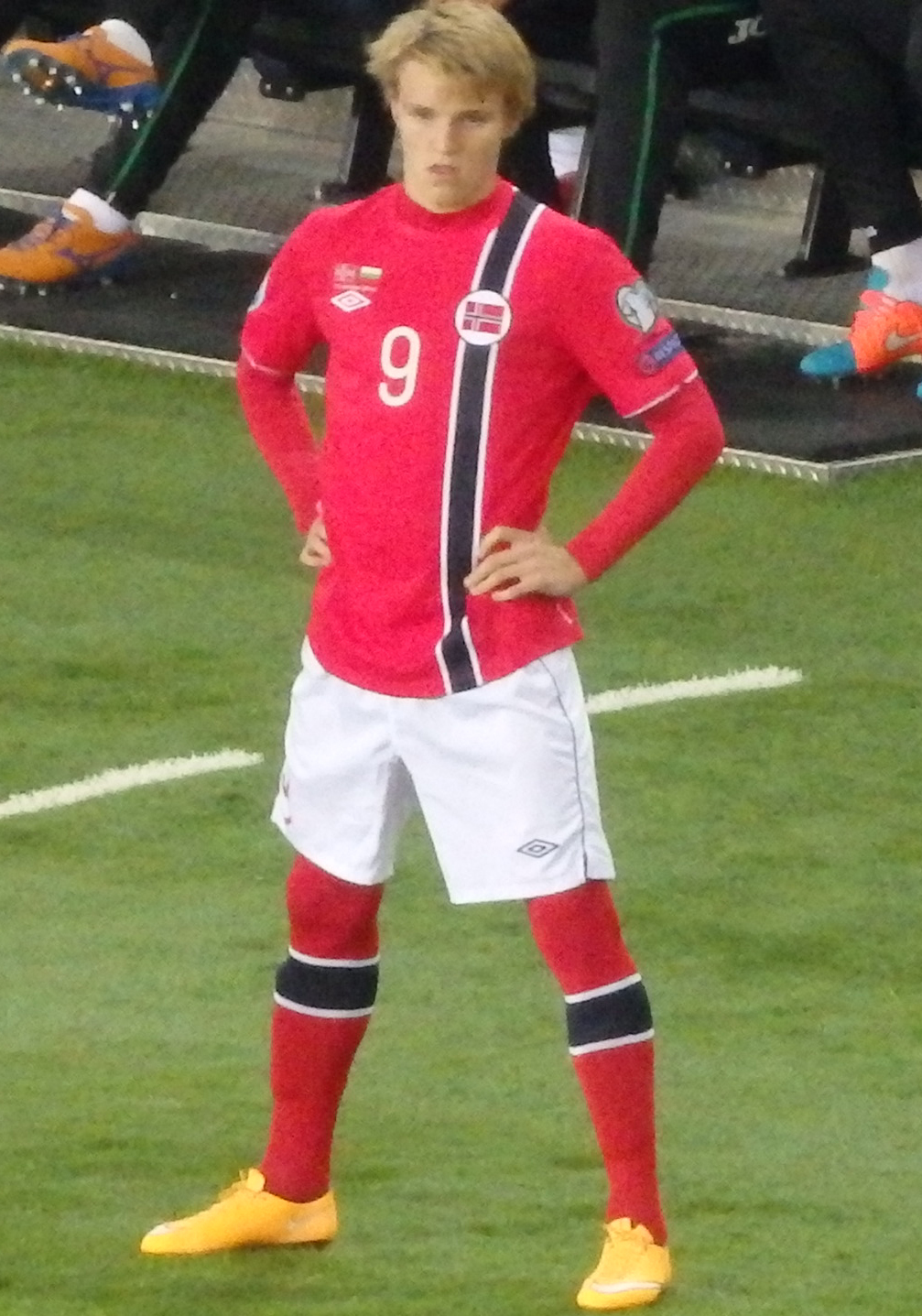
Ødegaard voor het Noorse voetbalelftal in de EK-kwalificatiewedstrijd tegen Bulgarije in 13 oktober 2014

Ødegaard debuteerde op 27 augustus 2014 in het Noors voetbalelftal in een oefeninterland tegen de Verenigde Arabische Emiraten, net als Thomas Grøgaard (Odds BK), Fredrik Ulvestad (Aalesunds FK), Fredrik Gulbrandsen (Molde FK) en Fredrik Brustad (Stabæk IF). Met 15 jaar en 253 dagen werd hij de jongste international voor Noorwegen ooit.
Hij werd op 13 oktober 2014 de jongste speler ooit in een EK-kwalificatiewedstrijd. Die dag nam hij het op een leeftijd van 15 jaar en 300 dagen met Noorwegen op tegen Bulgarije. Daarmee verbrak Ødegaard het vorige record van Sigurdur Jónsson, die in 1983 op een leeftijd van 16 jaar en 251 dagen een EK-kwalificatiewedstrijd speelde voor IJsland.
Ødegaard maakte op 7 juni 2019 zijn eerste doelpunt voor het Noorse voetbalelftal. Hij bracht zijn ploeg op 2–0 in een in 2–2 geëindigde kwalificatiewedstrijd voor het EK 2020 thuis tegen Roemenië. In maart 2021 werd hij op 22-jarige leeftijd de nieuwe aanvoerder van Noorwegen.
| Interlands van Martin Ødegaard voor Noorwegen | Interlands van Martin Ødegaard voor Noorwegen | Interlands van Martin Ødegaard voor Noorwegen | Interlands van Martin Ødegaard voor Noorwegen | Interlands van Martin Ødegaard voor Noorwegen | Interlands van Martin Ødegaard voor Noorwegen |
| №                                             | Datum                                         | Wedstrijd                                     | Uitslag                                       | Soort wedstrijd                               | Doelpunten                                    |
| Als speler bij Strømsgodset IF                | Als speler bij Strømsgodset IF                | Als speler bij Strømsgodset IF                | Als speler bij Strømsgodset IF                | Als speler bij Strømsgodset IF                | Als speler bij Strømsgodset IF                |
| --------------------------------------------- | --------------------------------------------- | --------------------------------------------- | --------------------------------------------- | --------------------------------------------- | --------------------------------------------- |
| 1.                                            | 27 augustus 2014                              | Noorwegen – Verenigde Arabische Emiraten      | 0 – 0                                         | Vriendschappelijk                             |                                               |
| 2.                                            | 13 oktober 2014                               | Noorwegen – Bulgarije                         | 2 – 1                                         | Kwalificatie EK 2016                          |                                               |
| 3.                                            | 12 november 2014                              | Noorwegen – Estland                           | 0 – 1                                         | Vriendschappelijk                             |                                               |
| Als speler bij Real Madrid                    |                                               |                                               |                                               |                                               |                                               |
| 4.                                            | 28 maart 2015                                 | Kroatië – Noorwegen                           | 5 – 1                                         | Kwalificatie EK 2016                          |                                               |
| 5.                                            | 8 juni 2015                                   | Noorwegen – Zweden                            | 0 – 0                                         | Vriendschappelijk                             |                                               |
| 6.                                            | 12 juni 2015                                  | Noorwegen – Azerbeidzjan                      | 0 – 0                                         | Kwalificatie EK 2016                          |                                               |
| 7.                                            | 10 oktober 2015                               | Noorwegen – Malta                             | 2 – 0                                         | Kwalificatie EK 2016                          |                                               |
| 8.                                            | 15 november 2015                              | Hongarije – Noorwegen                         | 2 – 1                                         | Kwalificatie EK 2016                          |                                               |
| 9.                                            | 29 maart 2016                                 | Noorwegen – Finland                           | 2 – 0                                         | Vriendschappelijk                             |                                               |
| Als speler bij sc Heerenveen                  |                                               |                                               |                                               |                                               |                                               |
| 10.                                           | 11 november 2017                              | Noord-Macedonië – Noorwegen                   | 2 – 0                                         | Vriendschappelijk                             |                                               |
| 11.                                           | 23 maart 2018                                 | Noorwegen – Australië                         | 4 – 1                                         | Vriendschappelijk                             |                                               |
| 12.                                           | 26 maart 2018                                 | Albanië – Noorwegen                           | 0 – 1                                         | Vriendschappelijk                             |                                               |
| Als speler bij Vitesse                        |                                               |                                               |                                               |                                               |                                               |
| 13.                                           | 16 november 2018                              | Slovenië – Noorwegen                          | 1 – 1                                         | UEFA Nations League                           |                                               |
| 14.                                           | 19 november 2018                              | Cyprus – Noorwegen                            | 0 – 2                                         | UEFA Nations League                           |                                               |
| 15.                                           | 23 maart 2019                                 | Spanje – Noorwegen                            | 2 – 1                                         | Kwalificatie EK 2020                          |                                               |
| 16.                                           | 26 maart 2019                                 | Noorwegen – Zweden                            | 3 – 3                                         | Kwalificatie EK 2020                          |                                               |
| 17.                                           | 7 juni 2019                                   | Noorwegen – Roemenië                          | 2 – 2                                         | Kwalificatie EK 2020                          | Goal                                          |
| 18.                                           | 10 juni 2019                                  | Faeröer – Noorwegen                           | 0 – 2                                         | Kwalificatie EK 2020                          |                                               |
| Als speler bij Real Sociedad                  |                                               |                                               |                                               |                                               |                                               |
| 19.                                           | 5 september 2019                              | Noorwegen – Malta                             | 2 – 0                                         | Kwalificatie EK 2020                          |                                               |
| 20.                                           | 8 september 2019                              | Zweden – Noorwegen                            | 1 – 1                                         | Kwalificatie EK 2020                          |                                               |
| 21.                                           | 12 oktober 2019                               | Noorwegen – Spanje                            | 1 – 1                                         | Kwalificatie EK 2020                          |                                               |
| 22.                                           | 15 oktober 2019                               | Roemenië – Noorwegen                          | 1 – 1                                         | Kwalificatie EK 2020                          |                                               |

Bijgewerkt t/m 15 oktober 2019.